# Forteresse de São José da Ponta Grossa

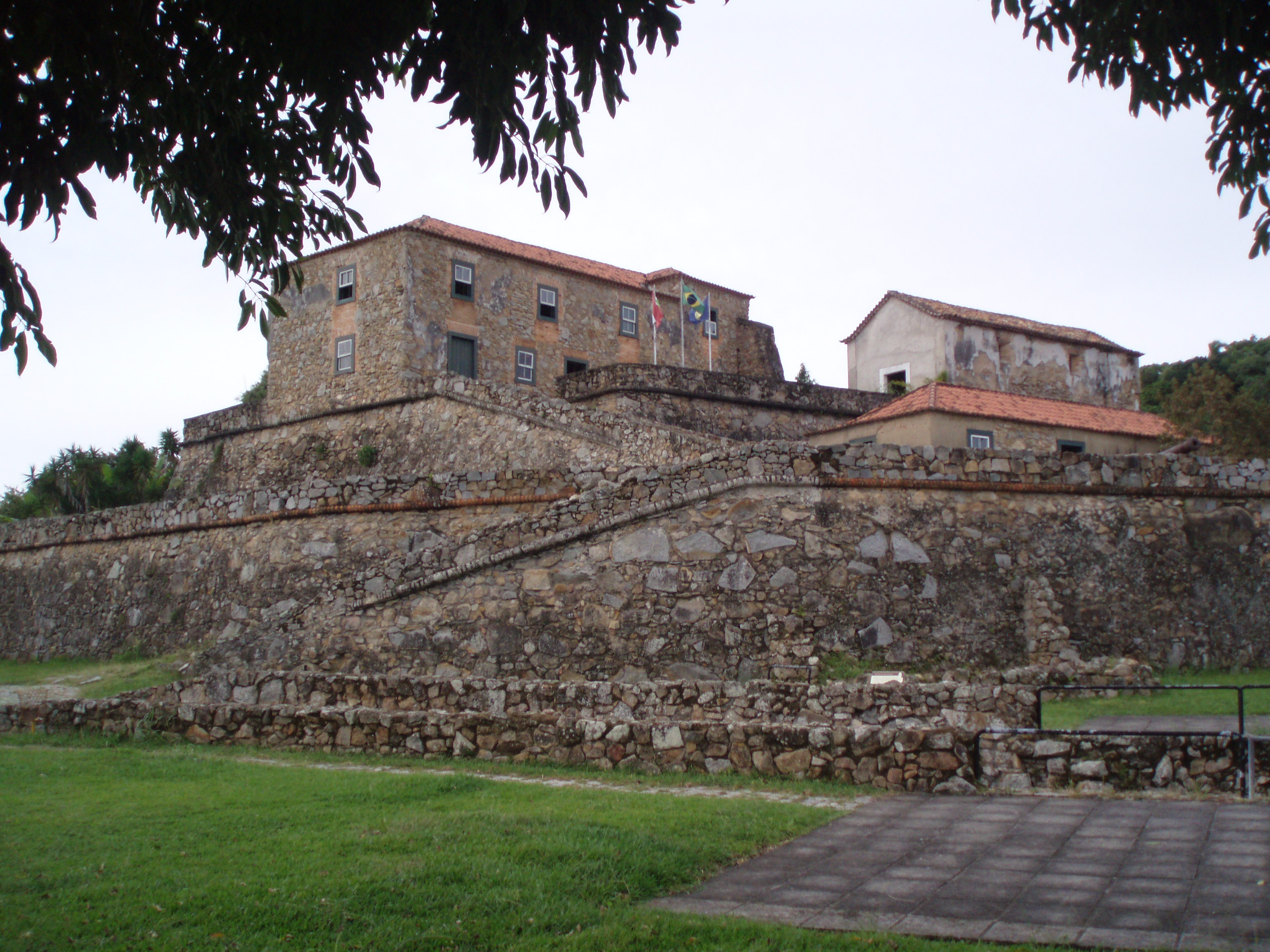
Forteresse de São José da Ponta Grossa.

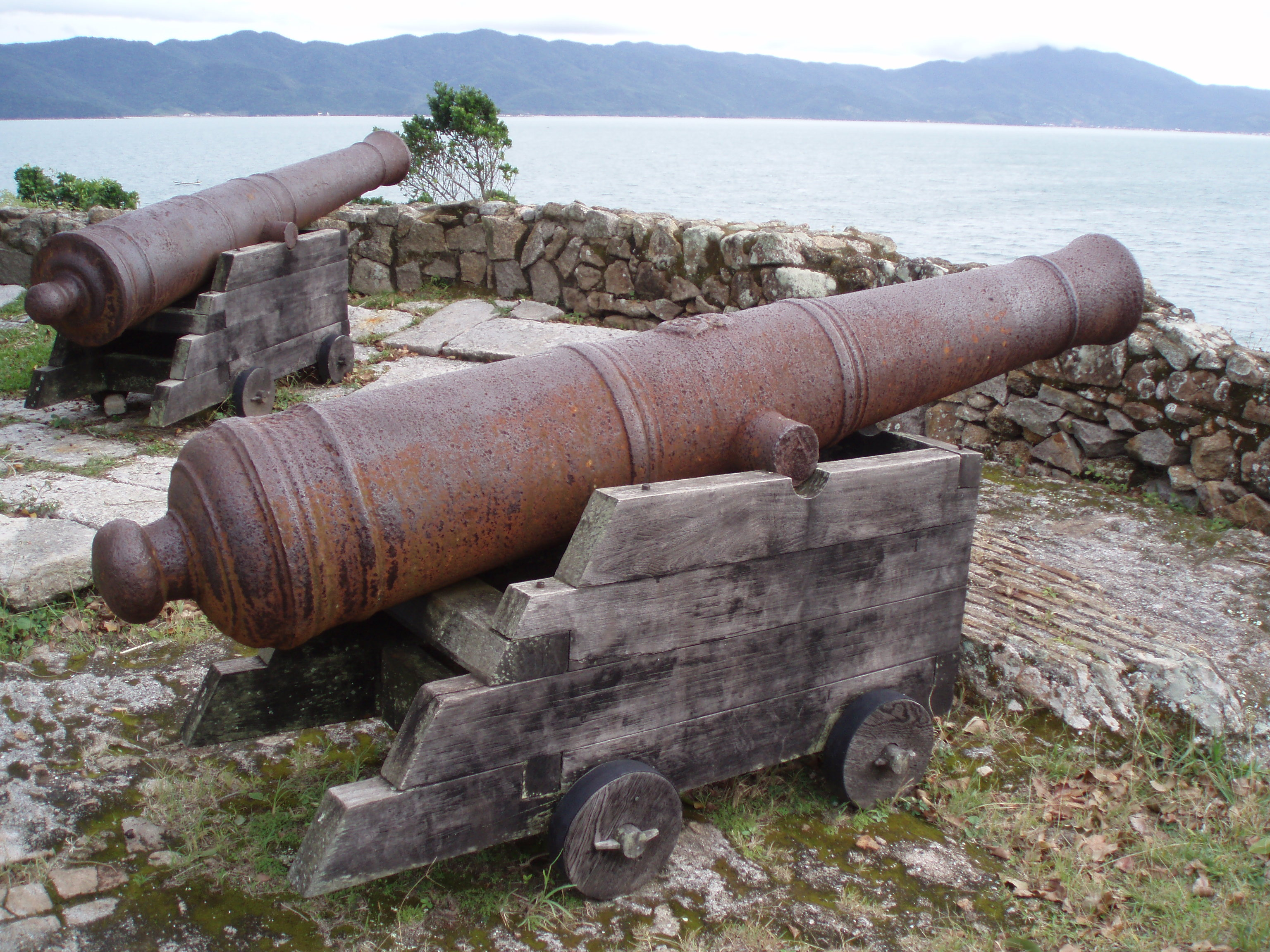
Batterie de canons de la forteresse.

La forteresse de São José da Ponta Grossa se situe sur l'île de Santa Catarina, dans la municipalité de Florianópolis, dans l'État de Santa Catarina, au Brésil.
Elle est érigée sur la côte, au sommet du morro da Ponta Grossa, au nord-ouest de l'île, dominant la baie Nord et la praia do Forte.
Conçue et réalisée par le brigadier José da Silva Paes, premier gouverneur de la Capitainerie de Santa Catarina (1739-1745), elle constitue un vestige du système triangulaire de défense de l'entrée de la baie Nord, mis en place dans la première moitié du XVIIIe siècle. Ce système était constitué, outre cette forteresse, par les deux autres forteresses de Santa Cruz de Anhatomirim et Santo Antônio de Ratones.
Les travaux commencèrent en 1740 pour s'achever 4 ans plus tard.
En 1765, ses fortifications sont complétées au nord par la batterie de São Caetano da Ponta Grossa.